# Bandarawela
Bandarawela är en ort i Sri Lanka.   Den ligger i provinsen Uvaprovinsen, i den södra delen av landet, 130 km öster om huvudstaden Colombo. Bandarawela ligger 1 224 meter över havet och antalet invånare är 7 880.
Terrängen runt Bandarawela är kuperad åt nordväst, men åt sydost är den bergig. Terrängen runt Bandarawela sluttar norrut. Runt Bandarawela är det ganska tätbefolkat, med 93 invånare per kvadratkilometer. Närmaste större samhälle är Badulla, 19,0 km norr om Bandarawela. Omgivningarna runt Bandarawela är en mosaik av jordbruksmark och naturlig växtlighet.